# Musée des transports urbains, interurbains et ruraux
Pour les articles homonymes, voir Musée des transports.

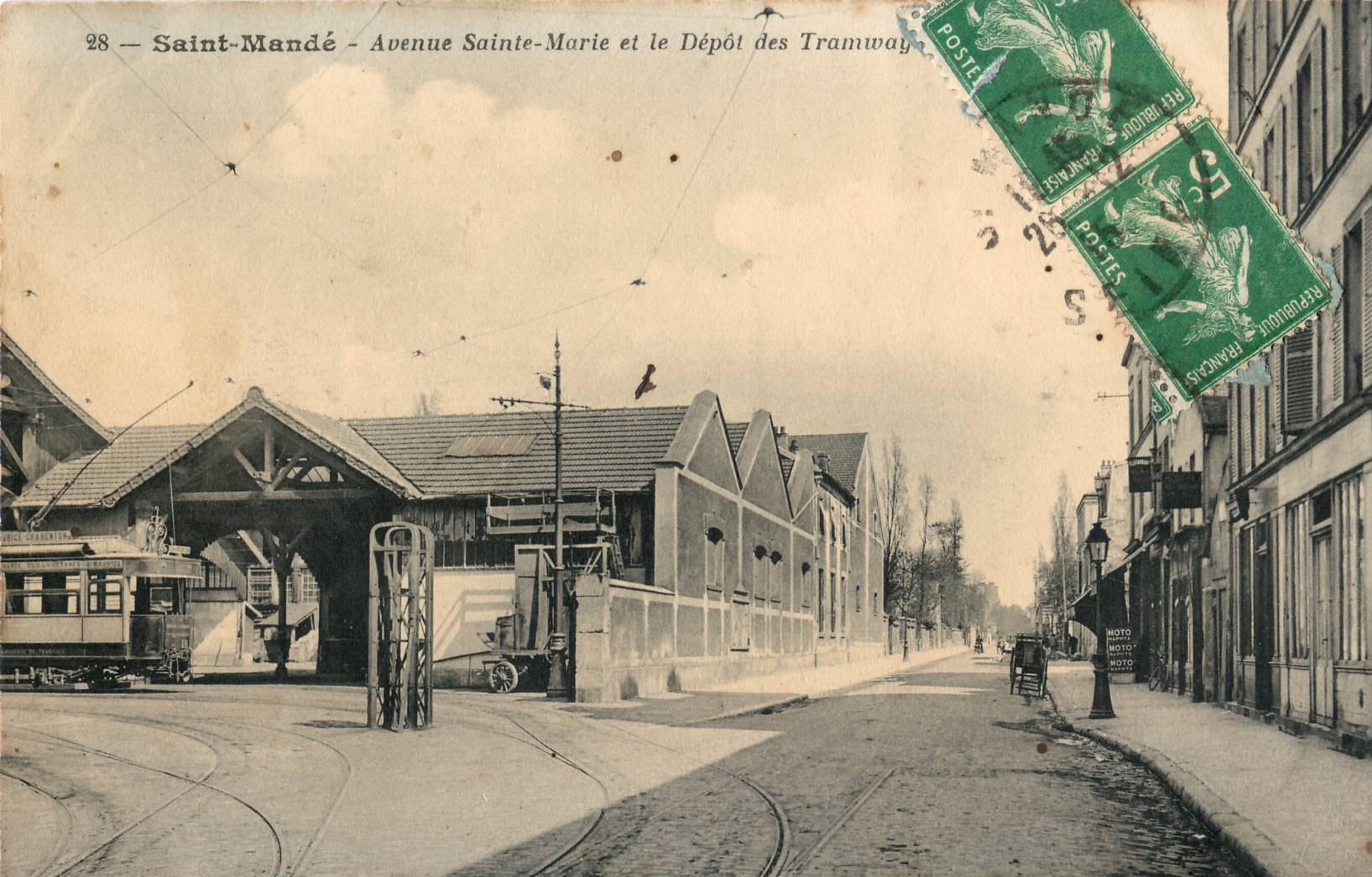
Le dépôt de Saint-Mandé, vers 1916.

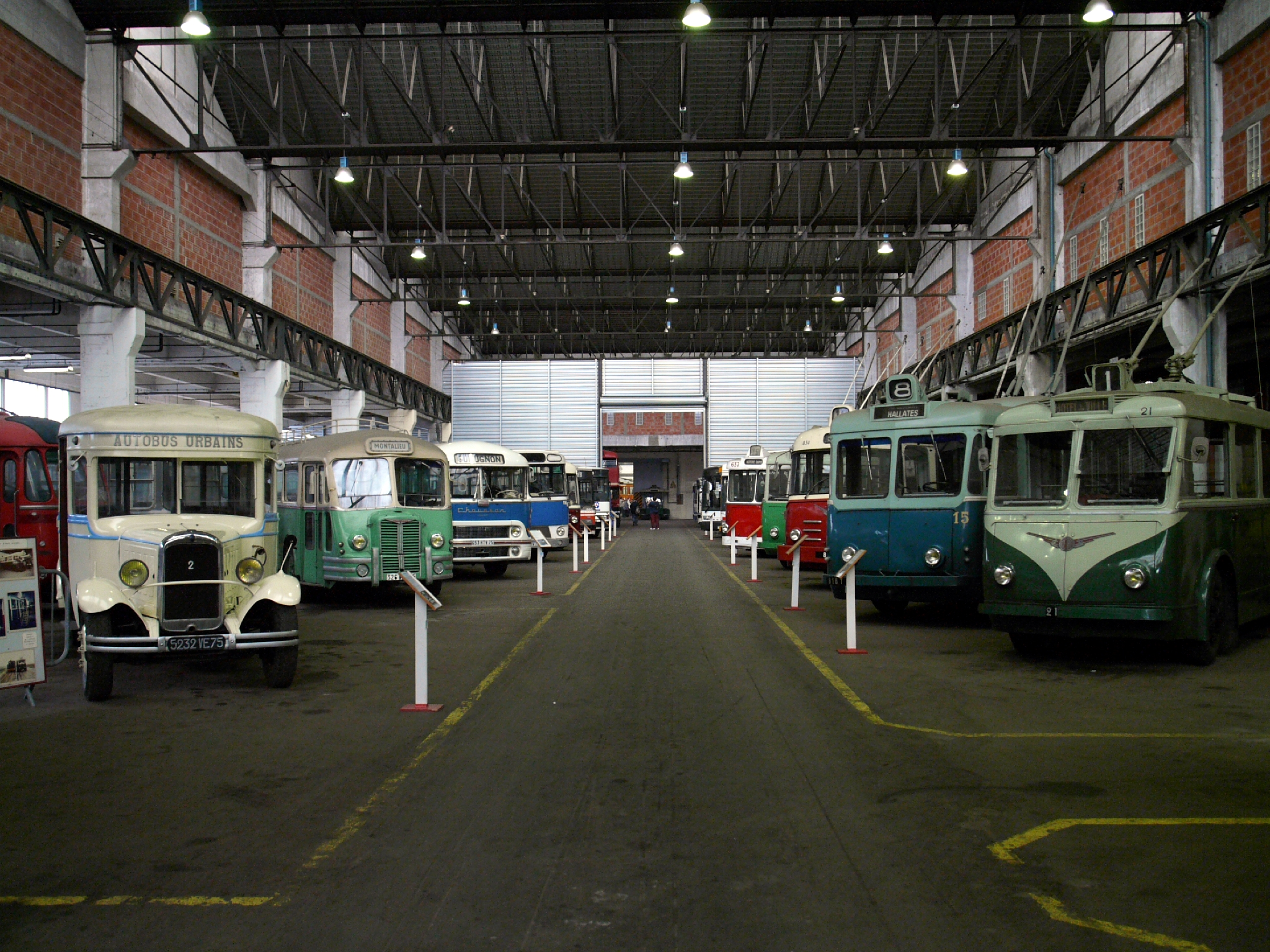
Le hall d'entrée du musée à Colombes.

Le musée des Transports urbains, interurbains et ruraux est un musée ethnographique consacré aux transports en commun. Il appartient à l'Association du musée des transports urbains, interurbains et ruraux (AMTUIR).
Le musée, ouvert en 1964, a connu diverses implantations à Malakoff, Saint-Mandé, Colombes puis Chelles, ville qu'il a rejointe en 2007 dans un bâtiment provisoire avant une implantation définitive.

## Historique
En mars 1957, un groupe de passionnés créent l'Association du musée des transports urbains, interurbains et ruraux, à la suite d'un voyage sur les tramways de Versailles peu de temps avant leur suppression. Leur objectif est alors de créer un  musée des transports urbains. Grâce à l'aide de la RATP et au dynamisme de son fondateur Jean Robert, ils obtiennent la possibilité de garer la collection dans une partie du dépôt de Malakoff.
En 1964, le musée est ouvert au public. C'est le premier musée ferroviaire français — avant celui de Mulhouse — et il n'existe guère à l'époque, pour le chemin de fer, que quelques salles qui lui sont consacrées dans des musées municipaux. Hormis la présentation au public des collections acquises, l'association organise des expositions temporaires ou des parcours en autobus anciens.
La collection évolue au rythme des acquisitions. Celles-ci concernent des tramways, des autobus et des trolleybus, mais aussi des locomotives à voie étroite. Les opportunités ne manquent pas, durant cette période. Tous ces véhicules s'accumulent et dépassent les limites du cadre d'exposition qu'offre le dépôt de Malakoff.
Le 29 août 1967, l’association obtient le statut d'association reconnue d’utilité publique.
En 1971, le transfert des collections vers le dépôt de Saint-Mandé est décidé, ce dernier étant plus vaste et proche du bois de Vincennes. Le musée de Saint-Mandé ouvre ses portes en 1974. Devant être détruit pour laisser la place à un important programme immobilier, il ferme en 1998. Pendant cette période, l'association a pu récupérer un nombre élevé de véhicules routiers et de tramways étrangers divers.
En 2001, la collection quitte Saint-Mandé et est alors entreposée à Colombes dans la perspective de la réalisation d'un nouveau musée. Mais, le projet est abandonné par la nouvelle équipe municipale élue en mars 2002 et le musée quitte la ville en 2007 laissant ainsi la place à un nouvel atelier de maintenance pour la ligne 2 du tramway d'Île-de-France.
En 2003, le musée des transports obtient le label musée de France.
En 2007, le musée s'installe à Chelles, ville dont la municipalité s'est portée volontaire pour y implanter le musée. Celui-ci s'installe alors dans un bâtiment provisoire au 1, rue Gabriel de Mortillet dans l'attente de la construction d'un bâtiment définitif adapté aux besoins du musée. Ce nouveau musée qui devrait être situé avenue François Mitterrand, le long des voies ferrées sur l'emplacement de l'ancien site du SERNAM, constitue l'une des 110 initiatives de Paris Métropole. En 2012, le projet est définitivement abandonné.
Élu en 2014, le nouveau maire de Chelles, Brice Rabaste, réaffirme la volonté de la commune pour que le musée s'y installe définitivement. Poursuivant cet objectif, il obtient la visite du musée par la présidente de la région Île de France, Valérie Pécresse, en septembre 2017. Le 9 mars 2018, c'est au tour de Patrick Ollier, président de la métropole du Grand Paris, de venir découvrir le musée. La métropole lance le même mois le projet « Inventons la Métropole du Grand Paris 2 » : des quartiers choisis dans plusieurs villes de la région vont être métamorphosés au terme d'un concours de promoteurs arrivant à terme en mai 2019. C'est le cas du quartier Castermant dans lequel se trouve provisoirement le musée. Ainsi, l'association AMTUIR, la mairie et les promoteurs travaillent en étroite collaboration pour que ces derniers puissent proposer la meilleure implantation possible pour un futur musée définitif à Chelles.
Depuis septembre 2017, le musée est de nouveau régulièrement ouvert au public, chaque troisième samedi du mois entre mars et octobre, de 10 h à 18 h. Les visiteurs qui viennent en train et descendent à la gare de Chelles-Gournay peuvent prendre gratuitement la navette du musée, opérée par l'association avec ses autobus de collection. Le musée est également ouvert au public lors de la Nuit européenne des musées et des Journées européennes du patrimoine.

## Collections
Les collections de l'AMTUIR comptent un peu plus de 130 véhicules datant de 1863 à nos jours, originaires de tout le pays, avec la présence de quelques pièces étrangères. Les véhicules exposés relatent l'évolution technologique des transports collectifs, de l'omnibus hippomobile au tramway ou au métro, exposant la plupart des évolutions ayant existé : tramways à chevaux, à vapeur et à air comprimé, dont une automotrice Mékarski de Nantes, seul exemplaire de tramway à air comprimé conservé au monde. Divers objets, machines et maquettes concernant le monde des transports sont présentés, dont une importante collection de titres de transport de France et d'autres pays.
La collection comprend :
- des véhicules hippomobiles ;
- des véhicules ferroviaires, dont :
  - des tramways hippomobiles ;
  - des tramways électriques ;
  - un tramway à air comprimé ;
  - des locomotives à vapeur ;
  - un autorail De Dion-Bouton type JM4  no 11 des chemins de fer des Côtes-du-Nord ;
- des véhicules routiers :
  - des trolleybus ;
  - des autobus ;
  - des autocars[7] ;
- d'autres véhicules routiers et de service (taxi, dépanneuse, vélo graisseur de voie, etc.)

Ces véhicules ont été récupérés au gré des opportunités, nombreuses à l'époque, puisque beaucoup de villes remplaçaient leurs tramways ; il en fut ainsi, pour les villes de Versailles, Lyon, Rouen, Nancy, Nantes, Toulouse, Marseille et Bordeaux. Il a fallu beaucoup d'organisation pour accueillir les nouveaux véhicules et les décharger. Une voie étroite a été construite pour garer les tramways de Dijon, Genève et Lyon.
Pour illustrer le thème des transports ruraux, la récupération de matériel de chemin de fer secondaire a été entreprise avec :
- une locomotive des Tramways d'Ille-et-Vilaine ;
- une locomotive des Tramways de la Corrèze ;
- une locomotive des Tramways des Deux-Sèvres.

Parallèlement à tous ces sauvetages ferroviaires, les acquisitions de véhicules routiers ont été effectuées toujours dans une recherche de l'évocation de l'histoire des transports. Ainsi, des autobus et des trolleybus ont pu être préservés, à la fin de leurs services.
Lorsque le musée était installé à Malakoff puis à Saint-Mandé, une partie de l'importante collection ne pouvait pas être exposée, et était remisée pour partie dans un ancien dépôt de la RATP sur la commune de Bezons (Val d'Oise), le reste dans un hangar situé à Saint-Denis-de-l'Hôtel (Loiret). Une fois le musée à Colombes, l'association a pu y exposer quasiment l'intégralité de sa collection, tout en accueillant également des véhicules préservés par la RATP ou d'autres associations comme SAUVABUS ou Bus parisiens.
Depuis que le musée est installé provisoirement à Chelles, seuls 70 véhicules peuvent être présentés au public. Une majeure partie de la collection est remisée au sein de la réserve du patrimoine RATP, grâce à l'entreprise, et le reste est dispersé dans plusieurs musées et associations en France sous forme de prêts de longue durée.

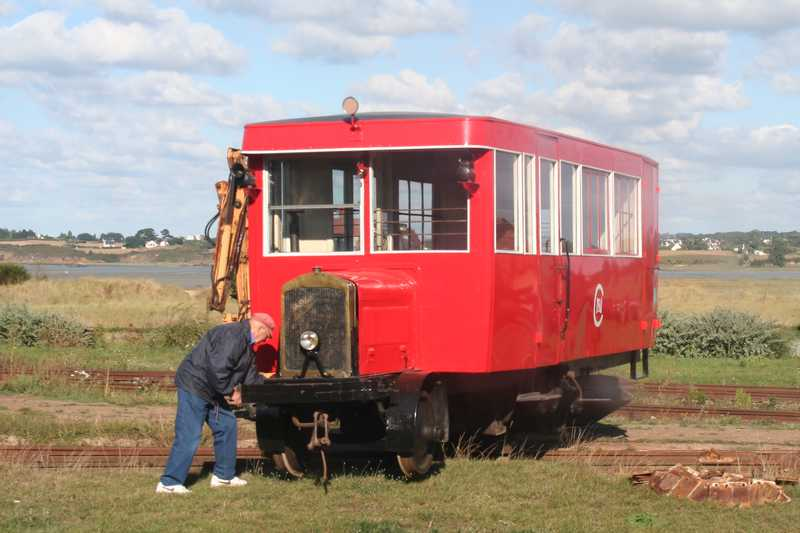
L'autorail De Dion-Bouton JM4 no 11 en démonstration sur le site de l'association des chemins de fer des Côtes-du-Nord (ACFCdN).
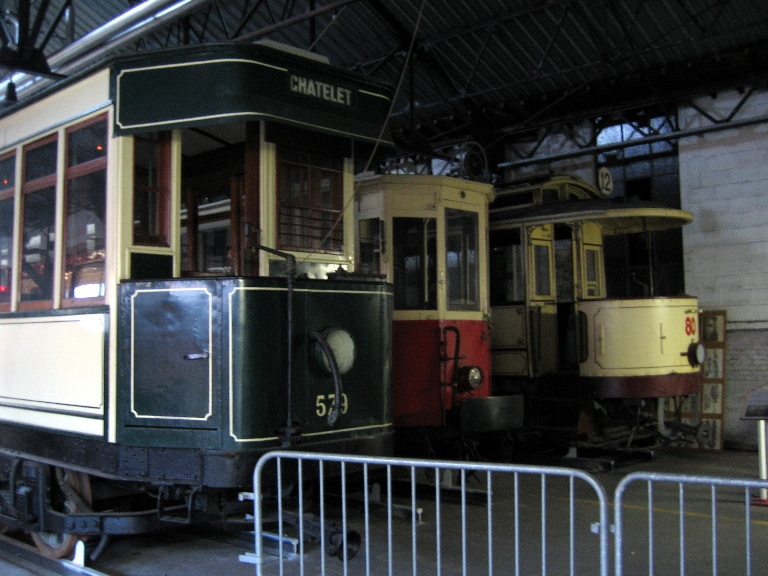
Motrices Paris, Lyon et Genève.
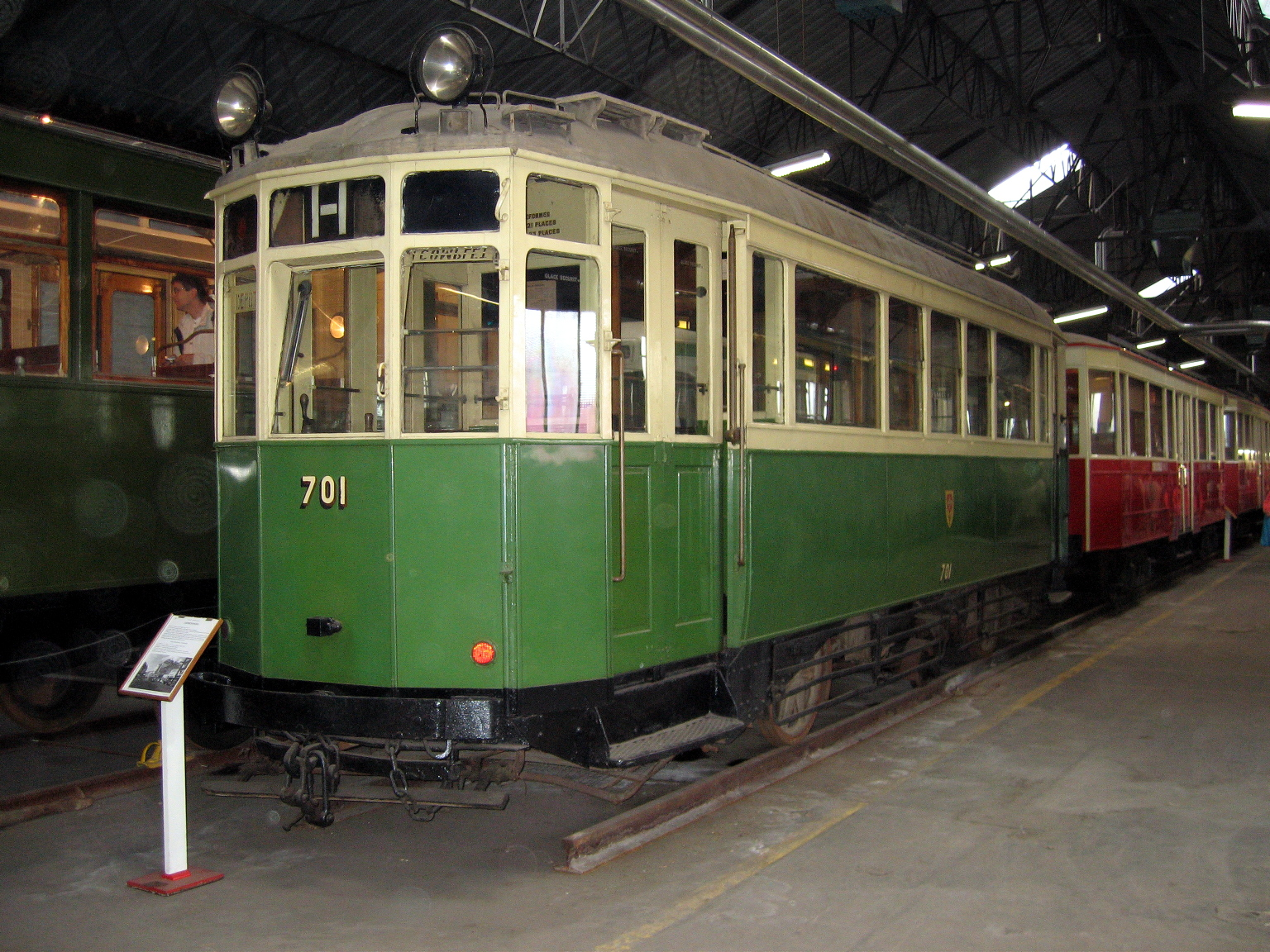
Motrice 701 de Lille, ex-CGIT.
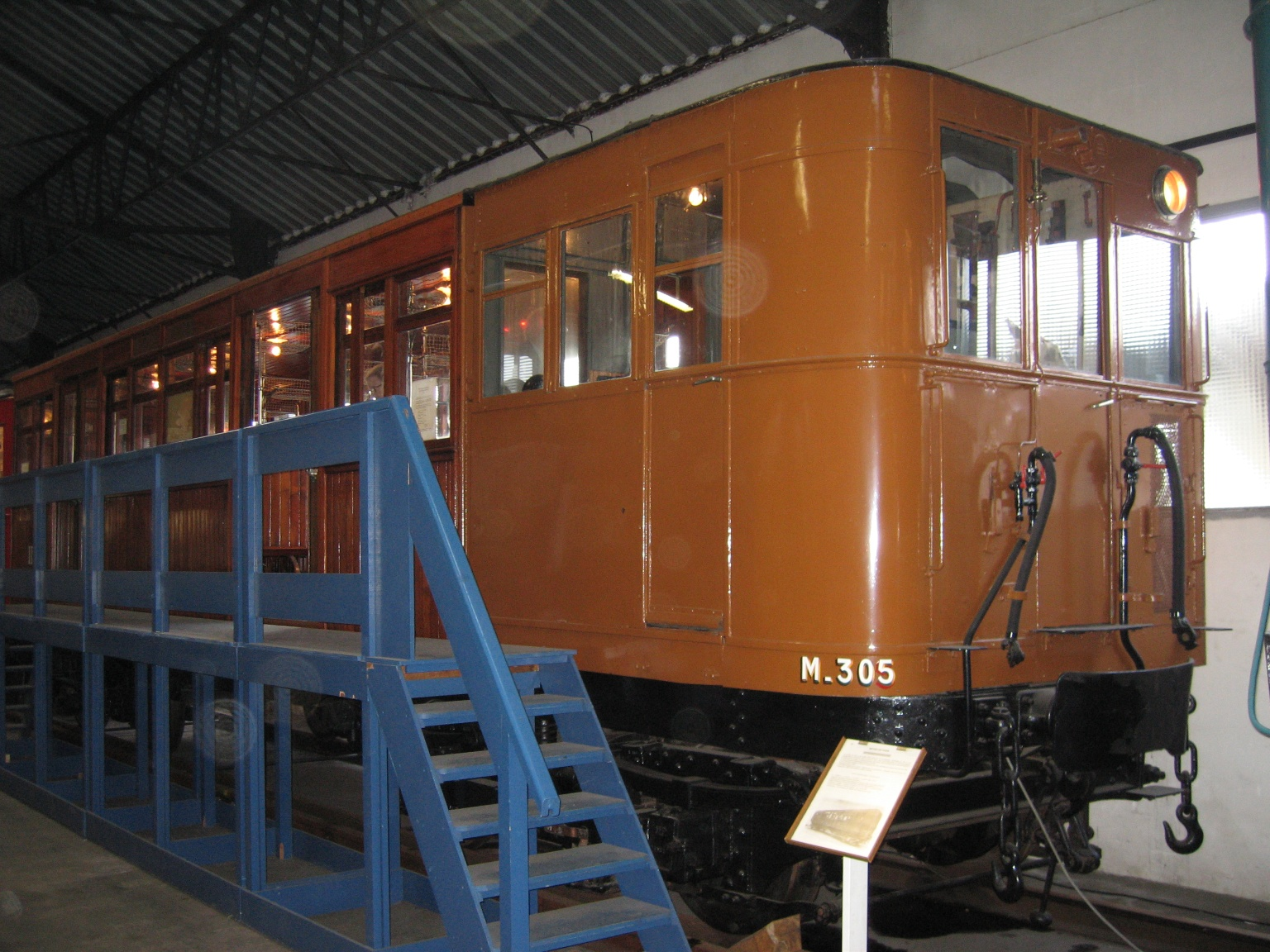
Voiture Sprague-Thomson M305.
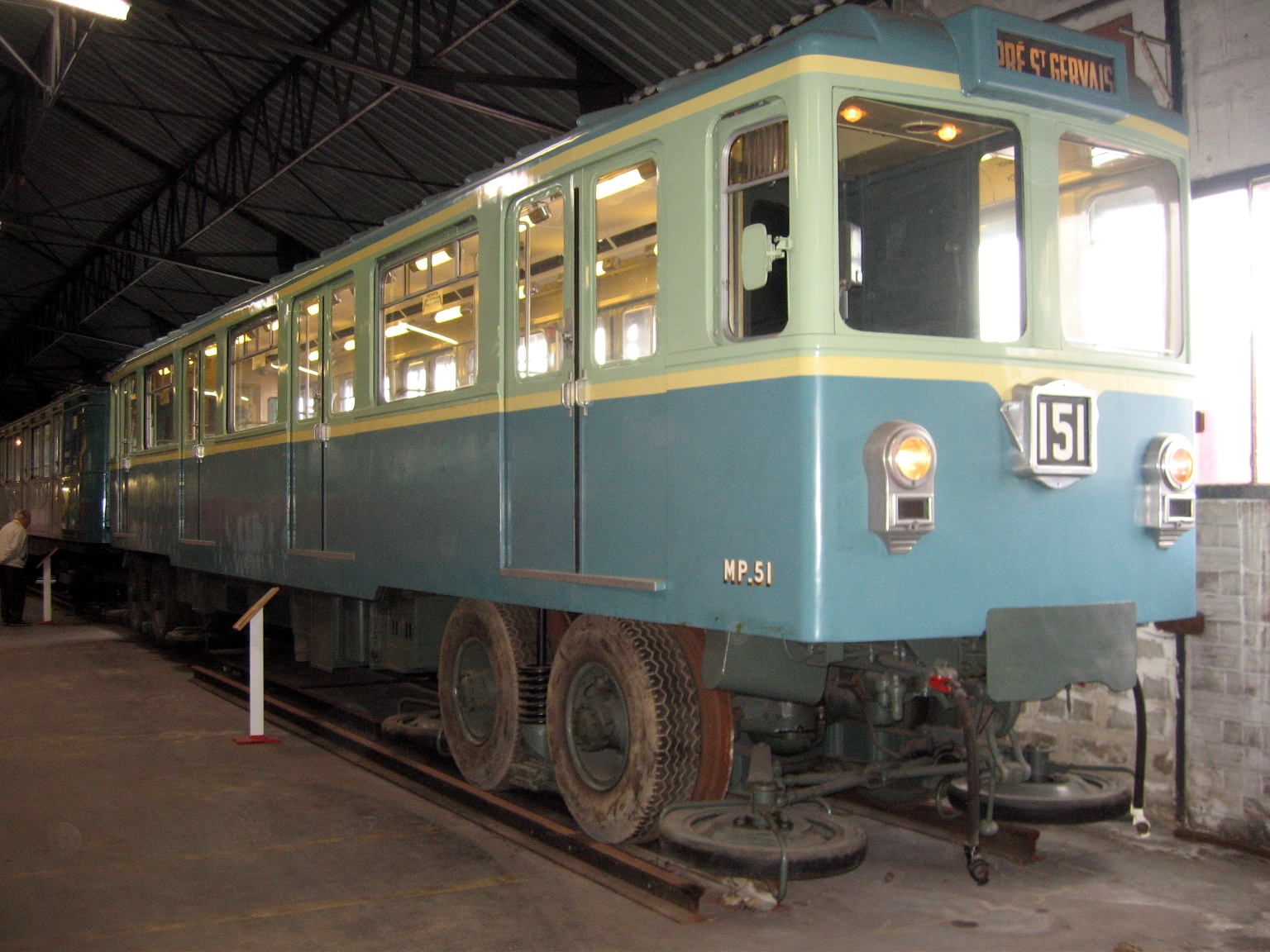
MP 51, le premier métro sur pneumatiques.
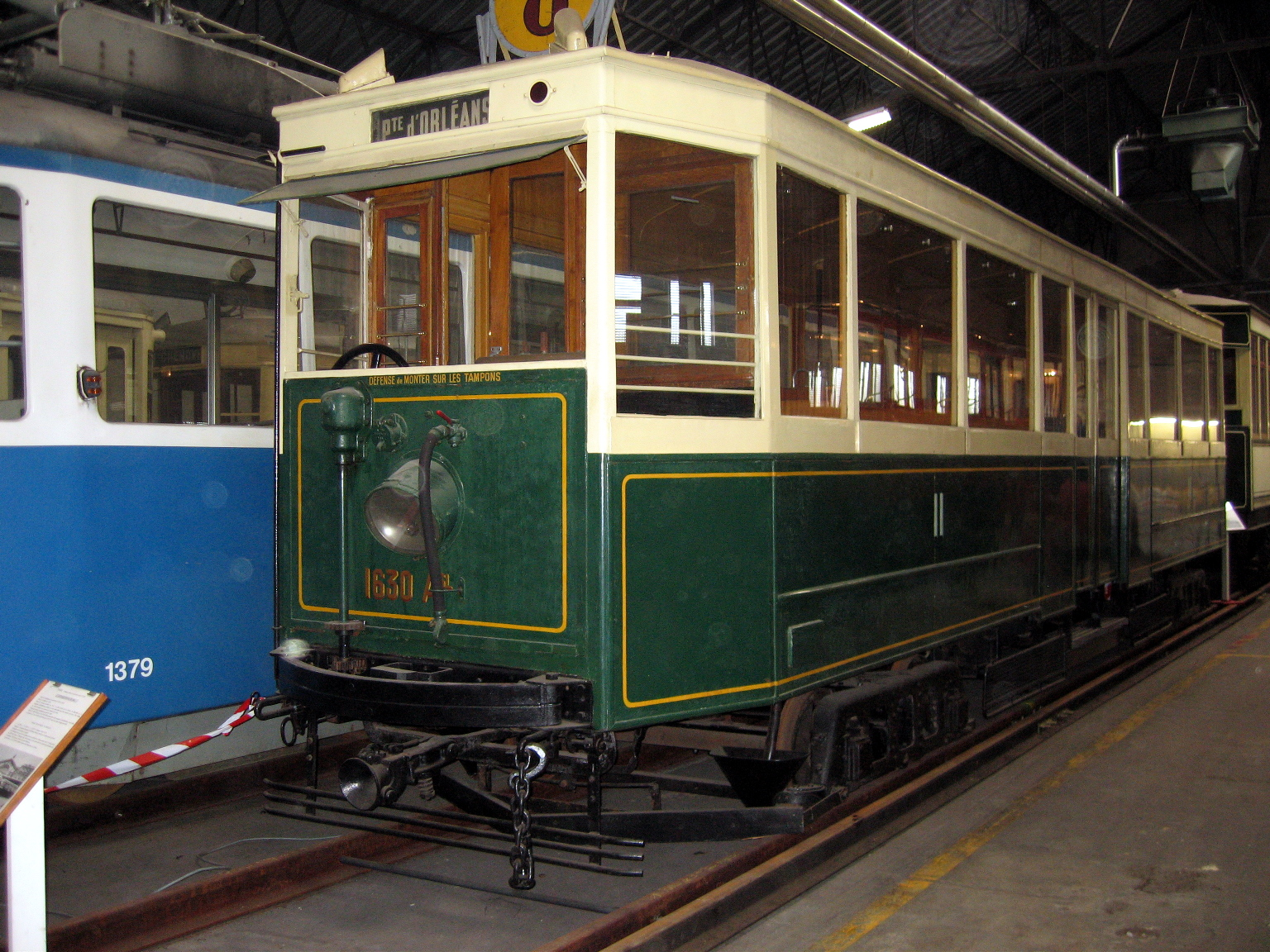
Attelage Asl Paris, ex-STCRP.
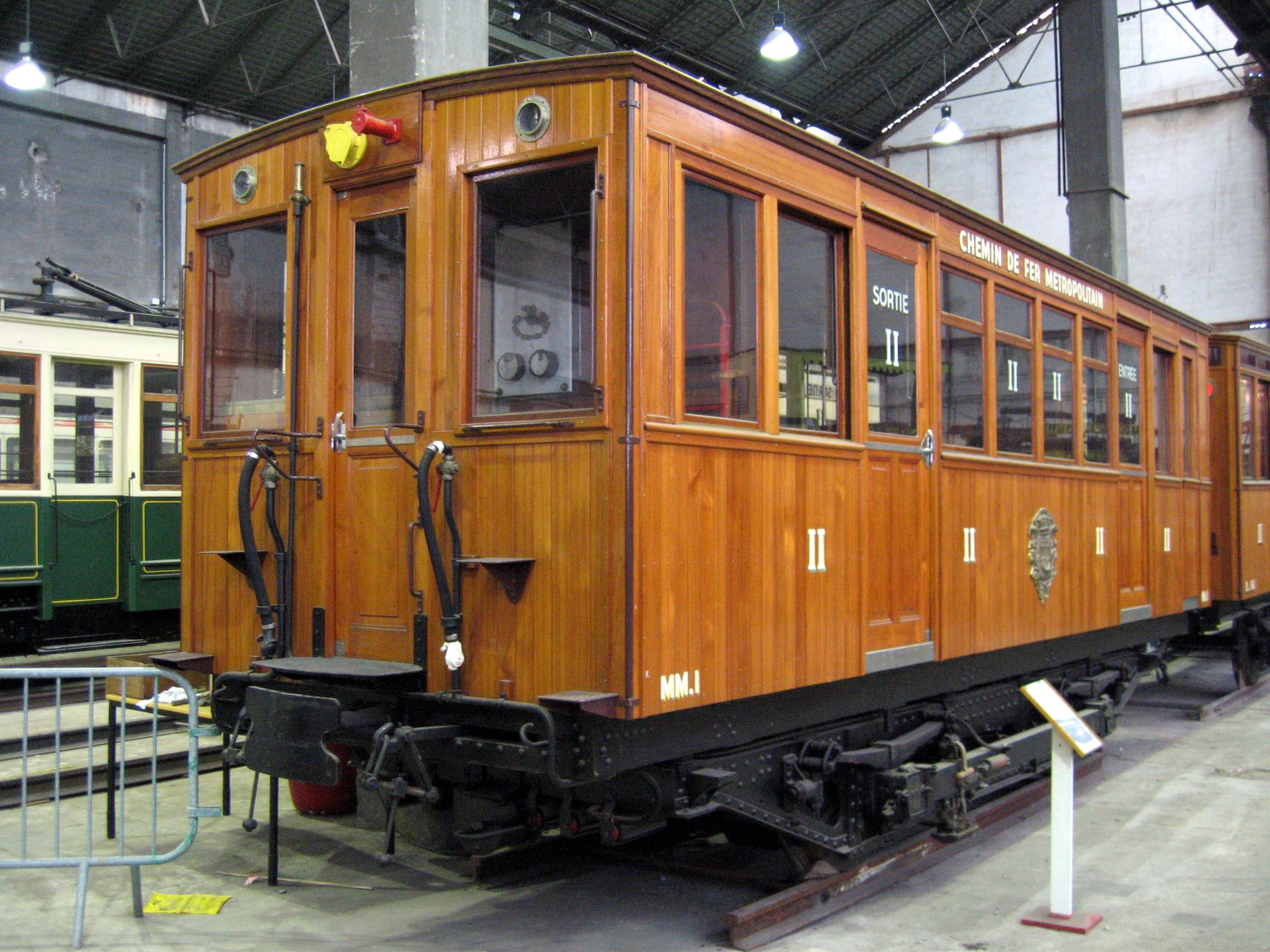
Motrice MM 1 du métro de Paris avec caisse en bois.
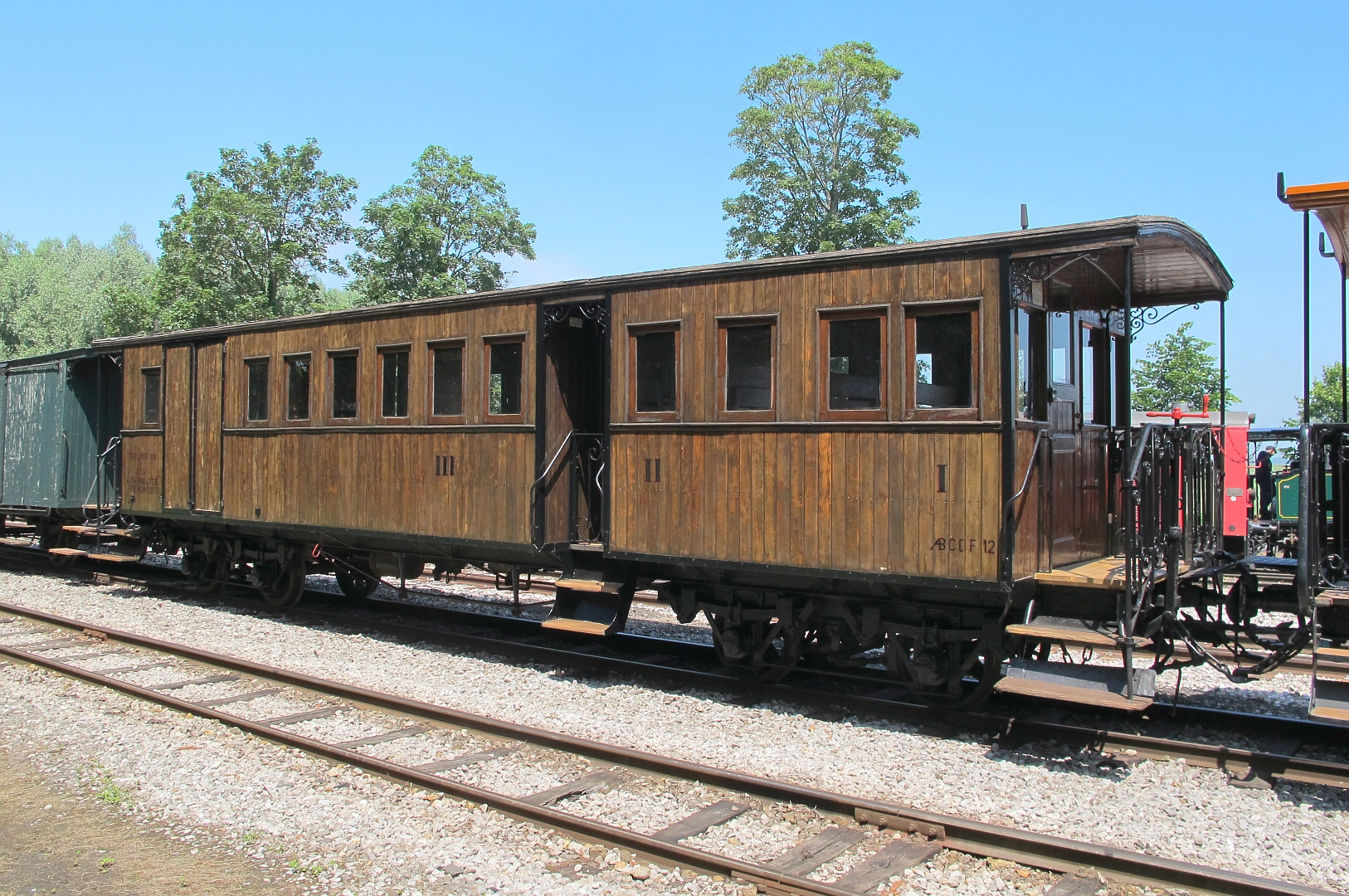
Voiture ABCDf 12 du Réseau breton, confiée au CFBS.

### Omnibus
| Illustration | Réseau d'origine                                                | Modèle et série         | Numéro(s) (série) | Remarques                                                                       |
| ------------ | --------------------------------------------------------------- | ----------------------- | ----------------- | ------------------------------------------------------------------------------- |
|              | Ancien tramway de Toulouse                                      | Tram Omnibus Car Ripert | 2                 | Retrouvé en 1957 dans un hangar de la STCRT. Entre au musée le 24 octobre 1957. |
|              | Omnibus hippomobile n°7 Service Général des Omnibus de Toulouse |                         |                   | Offerte par la STCRT. Entre au musée le 24 octobre 1957.                        |

### Tramway hippomobile
| Illustration | Réseau d'origine            | Modèle et série | Numéro(s) (série) | Remarques                                                                 |
| ------------ | --------------------------- | --------------- | ----------------- | ------------------------------------------------------------------------- |
|              | Ancien tramway de Neuchâtel | SIG             | 2                 | Offerte par les Tramways de Neuchâtel. Entre au musée le 19 janvier 1967. |

### Autobus
| Illustration | Réseau d'origine                            | Modèle et série                        | Numéro(s) (série)      | Remarques |
| ------------ | ------------------------------------------- | -------------------------------------- | ---------------------- | --------- |
|              | Ligne 116 de la RATP                        | Autobus Renault TN6 C1 "Cage à Poules" | N° 6284 de 1934 à 1969 |           |
|              | Transports en commun de la ville de Lourdes | Autobus Citroën C6 G1 2 Tonnes         | de 1932 à 1965         |           |
|              | Réseau urbain de Paris                      | Autobus Renault de type PN             | N° 1347 de 1927        |           |

### Automotrices à air comprimé
| Illustration | Réseau d'origine         | Modèle et série  | Numéro(s) (série) | Remarques |
| ------------ | ------------------------ | ---------------- | ----------------- | --------- |
|              | Ancien tramway de Nantes | Système Mékarski | 22                |           |

### Automotrices électrique (métro)
| Illustration | Réseau d'origine | Modèle et série | Numéro(s) (série) | Remarques |
| ------------ | ---------------- | --------------- | ----------------- | --------- |
|              | Métro de Paris   | Sprague-Thomson | 1079              |           |

### Automotrices électriques (tramway)
| Illustration | Réseau d'origine             | Modèle et série         | Numéro(s) (série) | Remarques                               |  |
| ------------ | ---------------------------- | ----------------------- | ----------------- | --------------------------------------- |  |
|              | Ancien tramway de Bordeaux   |                         | 114               |                                         |  |
|              | Ancien tramway de Dijon      |                         | 47                |                                         |  |
|              | Tramway de La Haye           | BND PCC                 | 1311              |                                         |  |
|              | Tramway de Lille             | Type 500                | 551               |                                         |  |
|              | Tramway de Lille             | Type 700                |                   | 701                                     |  |
|              | Ancien tramway de Lyon       |                         | 386               |                                         |  |
|              | Ancien tramway de Nantes     | Ateliers métallurgiques | 127               |                                         |  |
|              | Ancien tramway de Paris      | Type 500 CGPT           | 505 (ex. 589)     |                                         |  |
|              | Ancien tramway de Strasbourg |                         | 185               |                                         |  |
|              | Tramway de Versailles        |                         | 1                 | Premier matériel conservé par l'AMTUIR. |  |

### Locomotive à vapeur
| Illustration | Réseau d'origine                                           | Modèle et série                         | Numéro(s) (série) | Remarques |
| ------------ | ---------------------------------------------------------- | --------------------------------------- | ----------------- | --- |
|              | Tramways des Deux-Sèvres                                   | ANF 030T 1-19                           | 3                 | |
|              | Tramways de la Corrèze                                     | Piguet 030T 1-12 de 1911                | 4                 | Confiée au Chemin de fer de la baie de Somme. |
|              | Tramways d'Ille-et-Vilaine                                 | Corpet-Louvet 030T 70-91 de 1908 à 1914 | 75                | Propriété de la FACSExposé sur le site de Saint-Mandé jusqu'en 1989, puis confié au Musée des tramways à vapeur et des chemins de fer secondaires français Classé MH (1987). |
|              | Société du Chemin de fer de Saint-Victor-sur-Rhins à Thizy | Cail 030T 1-3 de 1881                   | 1                 | Confiée au Chemin de fer de l'Allier. |

### Remorques
| Illustration | Réseau d'origine               | Modèle et série | Numéro(s) (série) | Remarques |
| ------------ | ------------------------------ | --------------- | ----------------- | --------- |
|              | Tramway de Fontainebleau       |                 | 19                |           |
|              | Ancien tramway d'Île-de-France | Type Asl        | 1630              |           |

### Trolleybus
| Illustration | Réseau d'origine | Modèle et série | Numéro(s) (série) | Remarques |
| ------------ | ---------------- | --------------- | ----------------- | --------- |